# Andy Grammer
Andrew Charles "Andy" Grammer (Los Ángeles, California, 3 de diciembre de 1983, conocido por algunos como Scott Charles Grammer) es un cantante, compositor y productor musical estadounidense. Ha firmado con S-Curve Records. Su álbum de debut, Andy Grammer, fue lanzado en 2011  y dio lugar a los sencillos de éxito «Keep Your Head Up» y «Fine by Me». Su segundo álbum Magazines or Novels fue lanzado en 2014, con, con «Back Home» como el primer sencillo. El segundo sencillo del álbum, «Honey, I'm Good.», es su canción más exitosa hasta la fecha, alcanzando el número 9 en el Billboard Hot 100. Este sencillo ha sido certificado multiplatino por la Recording Industry Association of America (RIAA) y fue clasificado como una de las diez canciones más vendidas de 2015 por Nielsen SoundScan.

## Primeros años y educación
Andrew Charles Grammer nació en Los Ángeles, el hijo de Kathryn Willoughby y el artista de grabación Robert Crane "Red" Grammer. Es de ascendencia alemana e inglesa. Creció en Chester, Nueva York,  graduándose de la Escuela Secundaria Monroe-Woodbury. De niño, aprendió a tocar la trompeta y más tarde la guitarra y el piano. Comenzó a escribir canciones a los 15. A los 20 años, dejó la Universidad de Binghamton en Vestal, Nueva York, después de auditar sin éxito el grupo a capela Binghamton Crosbys y regresó a Los Ángeles, donde reside actualmente. En 2007, se graduó de la Universidad de California en Los Ángeles, con un B.A. en estudios de la industria musical.

## Carrera musical

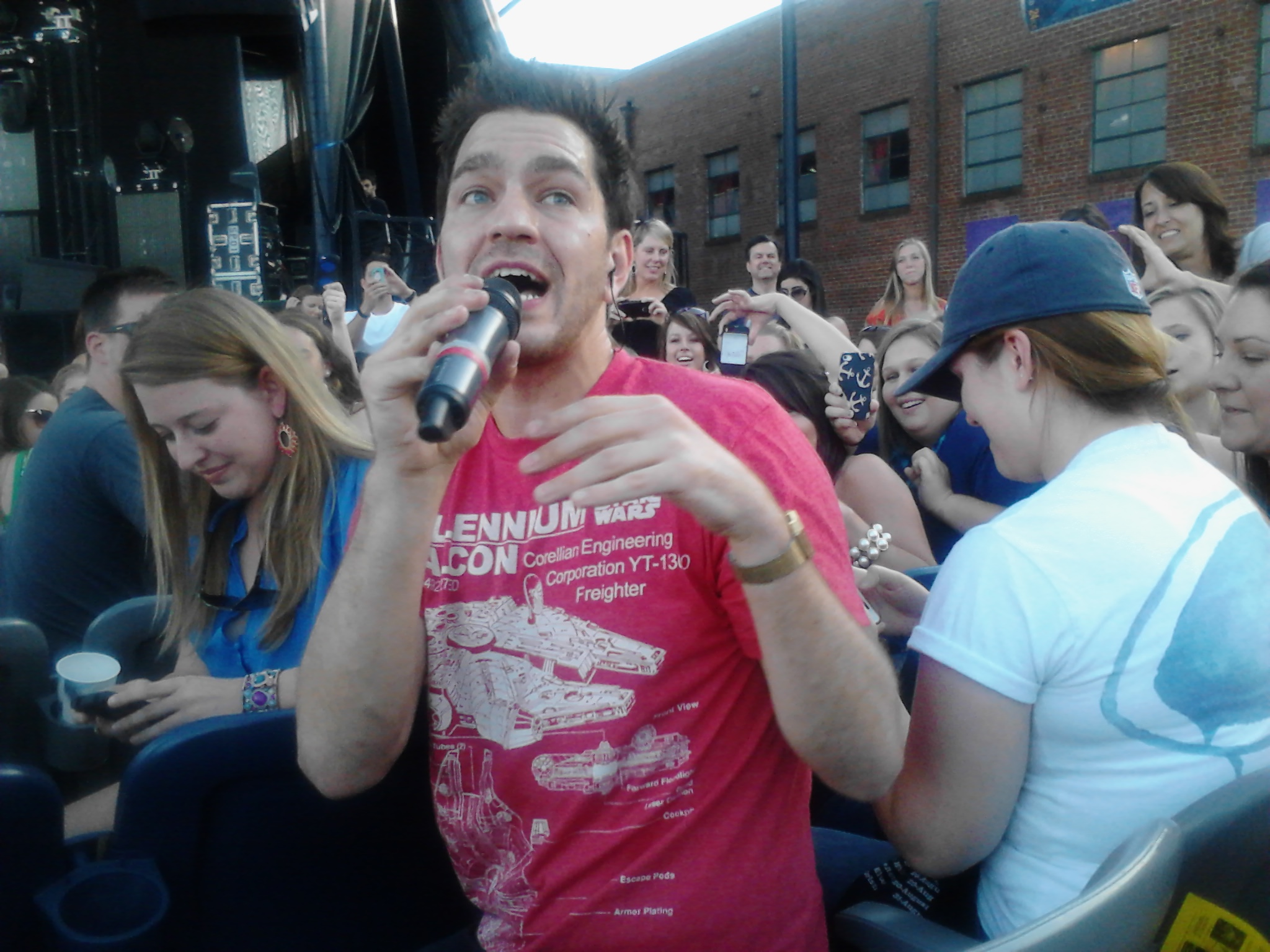
Grammer presentadonse en Charlotte, Carolina del Norte, junio de 2012

Grammer comenzó como un busker Paseo de la Tercera Calle en Santa Mónica y más tarde se presentó en el Viper Room. Fue descubierto por su mánager Aeety en julio de 2009 y firmó con el sello discográfico S-Curve Records en abril de 2010. Las canciones populares de Grammer incluyen: «Honey, I'm Good», «Keep Your Head Up», «Fine By Me», «Lunatic», «Ladies», «Biggest Man in L.A.», «Numbers», «Stepping Stone», «Couple More Sleeves», «Fireflies» y «The Pocket».
Su vídeo debut de «Keep Your Head Up», que incluyó al actor Rainn Wilson, fue un video de la semana de iTunes en 2010, y la versión del video en el sitio web de Grammer utiliza una interfaz interactiva que permite al espectador «enviar al cantante en escenarios torpes». Él interpretó la canción en el The Rachael Ray Show el 17 de noviembre de 2010. Desde entonces, ha debutado en el número 94 en el Billboard Hot 100. Las ventas de álbum de debut de Grammer durante la primera semana le valieron el puesto número 1 en el Billboard New Artist Chart. Abrió para Plain White T's para la segunda etapa de su gira «Wonders of the Younger» en la primavera de 2011. En enero de 2011, fue nombrado «Artist to Watch» por la revista Billboard. Se presentó en el SXSW 2011, interpretando Acoustic Brunch de BMI, donde fue uno de los artistas que contribuyeron a una grabación producida por Hanson para beneficiar a las víctimas del terremoto de Japón de 2011. Ganó el "O Music Awards" de MTV al video más innovador por su vídeo «Keep Your Head Up» el 25 de abril de 2011.
Su álbum de debut, Andy Grammer, fue lanzado el 14 de junio de 2011 en S-Curve Records. El álbum homónimo fue producido por Matt Wallace de Maroon 5, Matt Radosevich, Dave Katz y Sam Hollander de Gym Class Heroes.
En el nuevo álbum, Grammer dice:

Mi objetivo final es tratar de ser real. Simplemente sucede que normalmente estoy más feliz que triste cuando escribo. Y en general creo que la vida es muy grande, y es genial estar aquí, por lo que viene a través de mi música. No tengo una perspectiva sombría, pero no apunto hacer música positiva. Es justo lo que soy.

Se unió a Natasha Bedingfield en su «Less is More Tour», a partir de junio de 2011, y Colbie Caillat en su gira de Estados Unidos y Canadá, a partir de agosto de 2011. Grammar abrió shows con Kate Voegele y Kevin Hammond. El Museo Grammy, en Los Ángeles, lo presentó para la primera entrega del museo de su serie local de artistas locales a partir de mayo de 2011.
El 16 de noviembre de 2011, Grammer anunció su gira principal en 2012.
El 21 de mayo de 2013, Grammer lanzó un nuevo EP, Crazy Beautiful, con dos canciones originales, «Crazy Beautiful» y «I Choose You», y una versión en vivo de «Crazy Beautiful». El nuevo EP fue lanzado por S-Curve Records.
El 25 de marzo de 2014, debutó «Back Home», el sencillo principal de su segundo álbum, Magazines or Novels. La canción, coescrita con Ryan Met del grupo AJR, fue lanzada a iTunes el 8 de abril de 2014. El álbum fue lanzado el 5 de agosto de 2014. Participó en la gira «Siren Songs» con el artista Hughie Stone Fish en Los Ángeles en septiembre de 2014.
En noviembre de 2014, lanzó su sencillo más exitoso hasta la fecha, «Honey, I'm Good.» que alcanzó el puesto #9 en el Billboard Hot 100 y fue certificado triple-platino por la  RIAA.
El 31 de agosto de 2015, fue anunciado como una de las celebridades que competirán en la temporada 21 de Dancing with the Stars. Fue emparejado con la bailarina profesional Peta Murgatroyd hasta que una lesión en el tobillo la obligó a retirarse. Su nueva pareja fue Allison Holker. Grammer y Holker fueron eliminados en la semana 8 de la competencia y terminaron en 7.º puesto.
Además de su participación en el programa, lanzó un nuevo sencillo «Good to Be Alive (Hallelujah)» el 24 de agosto, que fue otro éxito certificado por el oro para él, y fue incluido en una versión de lujo reeditada de su álbum Magazines or Novels.
El 27 de octubre de 2015, interpretó el Himno Nacional antes del comienzo del juego de apertura de la Serie Mundial entre los Kansas City Royals y los New York Mets en el Kauffman Stadium en Kansas City. En enero de 2016, realizó una versión a capela de «The Star-Spangled Banner» en el Juego del Campeonato AFC entre Denver Broncos y New England Patriots en Denver.

### 2017
El 9 de junio de 2017, Andy Grammer lanzó su nuevo sencillo con LunchMoney Lewis titulado «Give Love» y <<Girl love>>.

### Influencias
De sus influencias, dijo: «Tengo tres lugares diferentes de los que me inspiro. Hay guitarras como Jason Mraz, John Mayer y Jack Johnson; influencias de piano como  Coldplay, The Fray y OneRepublic. También me encanta cómo el hip-hop crea complejidad en las palabras. Me encanta Common, Lauryn Hill, Jay-Z y Kanye West».

## Vida personal
Grammer es un miembro del Bahaísmo. En julio de 2012, Grammer se casó con la cantante y compositora Aijia (Guttman de soltera). En marzo de 2016, su esposa audicionó en The Voice y Grammer fue entrevistado durante su paquete de pre-presentación. Sin embargo, no avanzó. El 1 de marzo de 2017, Grammer anunció que él y su esposa Aijia estaban esperando a su primer hijo juntos, una niña. Su hija Louisiana K Grammer nació el 28 de julio de 2017.

## Discografía

### Álbumes de estudio
| Título                                                                                 | Detalles del álbum                                                                                             | Posición más alta | Posición más alta | Ventas             | Certificaciones |
| Título                                                                                 | Detalles del álbum                                                                                             | EUA               | EUA Heat          | Ventas             | Certificaciones |
| -------------------------------------------------------------------------------------- | --- | ----------------- | ----------------- | ------------------ | --------------- |
| Andy Grammer                                                                           | - Fecha de publicación: 14 de junio de 2011 - Discografía: S-Curve Records - Formatos: CD, descarga digital    | 105               | 1                 |                    |                 |
| Magazines or Novels                                                                    | - Fecha de lanzamiento: 5 de agosto de 2014 - Discografía: S-Curve Records - Formatos: CD, descarga digital    | 19                | —                 |                    |                 |
| The Good Parts                                                                         | - Fecha de lanzamiento: 1 de diciembre de 2017 - Discografía: S-Curve Records - Formatos: CD, descarga digital | 19                | —                 |                    |                 |
| Naive (álbum de Andy Grammer)                                                          | - Fecha de lanzamiento: 26 de julio de 2019 - Discografía: S-Curve Records - Formatos: CD, descarga digital    | 19                | —                 | - EE. UU.: 103,000 | - EE. UU.: Oro  |
| "—" Denota los lanzamientos que no alcanzaron o no fueron liberados en ese territorio. | |                   |                   |                    |                 |

### Extended plays
| Título                       | Detalles del álbum                                                                                       |
| ---------------------------- | --- |
| The World Is Yours           | - Fecha de lanzamiento: 29 de septiembre de 2007 - Discografía: Ninguna - Formatos: CD, descarga digital |
| Soft Lights on Bright Colors | - Fecha de lanzamiento: 11 de abril de 2009 - Discografía: Ninguna - Formatos: CD, descarga digital      |
| Live from L.A.               | - Fecha de publicación: 13 de marzo de 2012 - Discografía: S-Curve Records - Formatos: Descarga digital  |
| Crazy Beautiful              | - Fecha de lanzamiento: 21 de mayo de 2013 - Discografía: S-Curve Records - Formatos: Descarga digital   |

### Sencillos
| Título                                                                         | Año  | Posición más alta | Posición más alta | Posición más alta | Posición más alta | Posición más alta | Posición más alta | Posición más alta | Posición más alta | Posición más alta | Certificaciones                                                             | Álbum                |
| Título                                                                         | Año  | EUA               | AUS               | BEL               | CAN               | Fran.             | HOL               | NZL               | SUE               | RU                | Certificaciones                                                             | Álbum                |
| ------------------------------------------------------------------------------ | ---- | ----------------- | ----------------- | ----------------- | ----------------- | ----------------- | ----------------- | ----------------- | ----------------- | ----------------- | --------------------------------------------------------------------------- | -------------------- |
| «Keep Your Head Up»                                                            | 2011 | 53                | 53                | 27                | 61                | 156               | 94                | 34                | —                 | —                 | - RIAA: Platino - ARIA: Oro                                                 | Andy Grammer         |
| "Fine by Me"                                                                   | 2011 | 84                | —                 | 47                | —                 | —                 | 94                | —                 | —                 | —                 |                                                                             | Andy Grammer         |
| «Miss Me»                                                                      | 2012 | —                 | —                 | —                 | —                 | —                 | —                 | —                 | —                 | —                 |                                                                             | Andy Grammer         |
| «Crazy Beautiful»                                                              | 2013 | —                 | —                 | —                 | —                 | —                 | —                 | —                 | —                 | —                 |                                                                             | Crazy Beautiful - EP |
| «Back Home»                                                                    | 2014 | —                 | 27                | 17                | —                 | —                 | —                 | —                 | —                 | —                 | - ARIA: Oro                                                                 | Magazines or Novels  |
| «Honey, I'm Good.»                                                             | 2014 | 9                 | 64                | —                 | 4                 | 175               | 100               | —                 | 72                | 65                | - RIAA: 3× Platino - ARIA: Oro - CRIA: 5x Platino                           | Magazines or Novels  |
| «Good to Be Alive (Hallelujah)»                                                | 2015 | 62                | —                 | —                 | —                 | —                 | —                 | —                 | —                 | —                 | - RIAA: Oro - CRIA: Oro                                                     | Magazines or Novels  |
| «Fresh Eyes»                                                                   | 2016 | 59                | 5                 | —                 | 59                | —                 | 42                | 8                 | 33                | 50                | - RIAA: Oro - ARIA: 3× Platino - BPI: Plata - CRIA: Platino - RMNZ: Platino | TBA                  |
| «Give Love» (con LunchMoney Lewis)                                             | 2017 | —                 | —                 | —                 | —                 | —                 | —                 | —                 | —                 | —                 |                                                                             | TBA                  |
| "—" Denota una grabación que no se alcanzó o no fue lanzada en ese territorio. |      |                   |                   |                   |                   |                   |                   |                   |                   |                   |                                                                             |                      |